# Абхазский биографический словарь
Абхазский биографический словарь — биографический словарь на русском языке, вышедший в 2015 году в Сухуме (Сухуми) и содержащий около 2600 статей о людях, связанных с Абхазией, как этнических абхазах, так и представителях других национальностей.
Словарь был выпущен Абхазским институтом гуманитарных исследований (АбИГИ) при участии учёных Академии наук Абхазии и Абхазского государственного университета. Редактор — директор АбИГИ Василий Авидзба. Является первым системно-энциклопедическим изложением биографий деятелей Абхазии.
Началу работы над словарём послужило издание президентом Абхазии Владиславом Ардзинбой указа «О создании Научного центра „Абхазская энциклопедия“» в 1999 году. Позднее центр был упразднён, а его функции были переданы АбИГИ. В 2002 году российский этнограф Юрий Анчабадзе опубликовал брошюру «Абхазский биографический словарь», в которой предложил методологию, концепцию и структуру словаря и на которую редакционная коллегия в многом (хотя и не во всём) опиралась в своей работе.
Редакционная коллегия старалась не включать в словарь «антигероев» — людей, сыгравших контрпродуктивную роль в судьбе Абхазии; в частности, там нет статей о Акакии Мгеладзе (главе Абхазии в 1943—1951 годах, занимавшемся её грузинизацией), Лорике Маршании (которого в Абхазии считают главным коллаборационистом с Грузией) и Лаврентии Берии.
Абхазский журналист Виталий Шария отмечает отсутствие в издании статей о председателе ЦИК Абхазии Батале Табагуа, психологе и политологе Арде Инал-Ипа, филологе и общественной деятельнице Лиане Кварчелии, а также о редакторах газеты «Советская Абхазия».